# ダルトン・キンケイド
ダルトン・モッサー・キンケイド（Dalton Mosser Kincaid, 1999年10月18日 - ）は、アメリカ合衆国ネバダ州ラスベガス出身のアメリカンフットボール選手。2023年のNFLドラフトにおいて、バッファロー・ビルズから全体25位指名を受けた。ポジションはタイトエンド。

## 経歴

### カレッジ
サンディエゴ大学では1年目の2018年シーズンに374レシーブ獲得ヤード、11のレシービングTDを記録した。
2019年シーズンは44レシーブ、835レシーブ獲得ヤード、8つのレシービングTDを記録した。
2020年シーズン開幕前にユタ大学へ転校した。
2022年シーズンは70レシーブ、890レシーブ獲得ヤード、8つのレシービングTDを記録し、オールPac-12ファーストチームに選出された。レギュラーシーズン終了後のローズボウルには出場せず、2023年のNFLドラフトにエントリーした。